# Battaramulla
Battaramulla (en tamil: பத்தரமுல்லை ) es una ciudad de Sri Lanka en el distrito de Colombo, provincia del Occidental.

## Geografía
Se encuentra a una altitud de 13 m s. n. m. a 10 km de la capital nacional, Colombo, en la zona horaria UTC +5:30.

## Demografía
Según estimación 2011 contaba con una población de 85 348 habitantes.